# 小行星2015
小行星2015（2015 Kachuevskaya）是一颗围绕太阳公转的小行星。1972年9月4日，柳德米拉·朱拉夫寥娃在克里米亚发现了此天体。
該小行星以二戰期間在史達林格勒戰役中陣亡的俄羅斯士兵娜塔莎·卡秋耶夫斯卡婭（Natasha Kachuevskaya）命名。
这颗小行星的绝对星等为274.4857194267526等。